# لارنس شیلدز
لارنس شیلدز (انگلیسی: Lawrence Shields؛ ۵ مارس ۱۸۹۵ – February 19, 1976 (aged 80)) ورزشکار دو و میدانی اهل ایالات متحده آمریکا بود.
وی در مسابقات کشوری و بین‌المللی در مجموع برندهٔ ۱ مدال برنز شده‌است.